# 子育てネットワークえひめ
子育てネットワークえひめ（こそだてネットワークえひめ）は、子育て支援を中心に愛媛県で活動をしている特定非営利活動法人である。
2000年（平成12年）9月（2001年（平成13年）4月17日法人格取得）に設立され、活動への年間参加者は1万人を超す。

## 所在地
愛媛県松山市安城寺町571番地1